# Kościół św. Katarzyny w Spytkowicach
Kościół świętej Katarzyny – rzymskokatolicki kościół parafialny należący do parafii pod tym samym wezwaniem (dekanat Zator archidiecezji krakowskiej).

## Historia

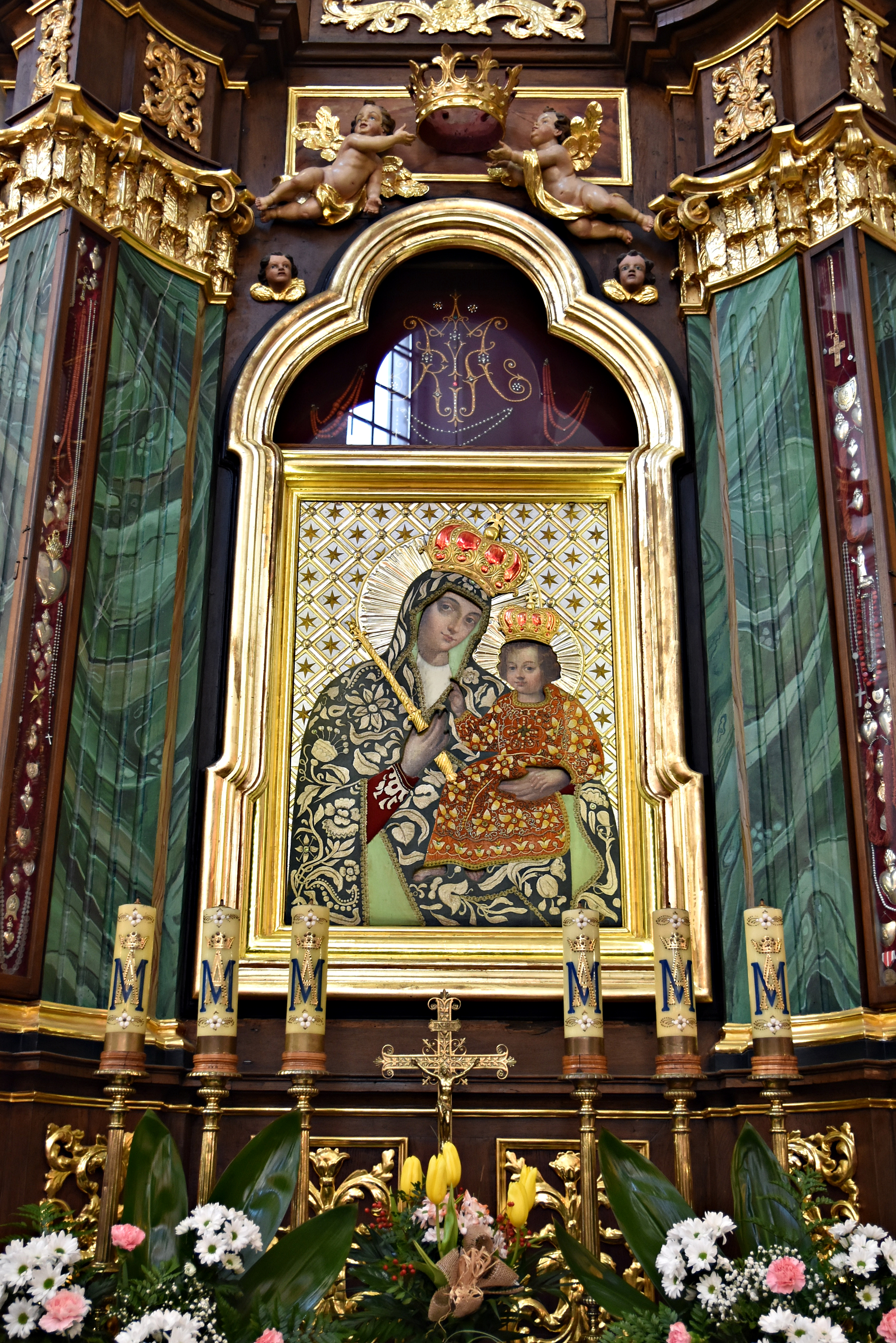
Obraz Matki Bożej Spytkowickiej

Budowa obecnej świątyni została rozpoczęta w 1633 roku przez Mikołaja Szyszkowskiego, biskupa warmińskiego, natomiast została zakończona przez Łukasza Opalińskiego, podskarbiego poznańskiego. W 1645 roku krakowski stolarz Jerzy Cymerman wykonał ołtarz główny, w którym został umieszczony przywieziony z Rzymu obraz przedstawiający męczeństwo św. Katarzyny. W 2. połowie XVII wieku została zbudowana wieża i kaplica Matki Boskiej Różańcowej. W dniu 14 września 1683 roku budowla została konsekrowana przez biskupa Mikołaja Oborskiego, sufragana krakowskiego. W latach 50. XVIII wieku powstały dwa ołtarze boczne – Matki Boskiej Spytkowickiej oraz Chrystusa Ukrzyżowanego i św. Antoniego. Świątynia i jej wyposażenie były kilkakrotnie remontowane. Podczas urzędowania księdza Michała Zajączka, proboszcza w latach 1882–1908, zostały dobudowane do korpusu – podczas prowadzonego sukcesywnie remontu kościoła – dwie murowane kruchty (1895 rok). Natomiast w 1927 roku zostały zbudowane witraże w oknach absydy. Większe prace restauracyjne były wykonywane także w latach 60. XX wieku, polegały one m.in. na restauracji ołtarza głównego (lata 1961–1962) i ołtarza kaplicy Różańcowej (1966 rok), w której Tadeusz Pawlik i Jerzy Wróblewski wykonali wtedy nową polichromię, a także na remoncie starych i zainstalowaniu nowych organów (1967 rok). W ostatniej ćwierci XX wieku została wykonana obecna dekoracja malarska ścian z przedstawieniami figuralnymi w płycinach na ścianach nawy i prezbiterium. Od 2002 roku jest wykonywany kompleksowy remont konserwatorski świątyni.

## Architektura

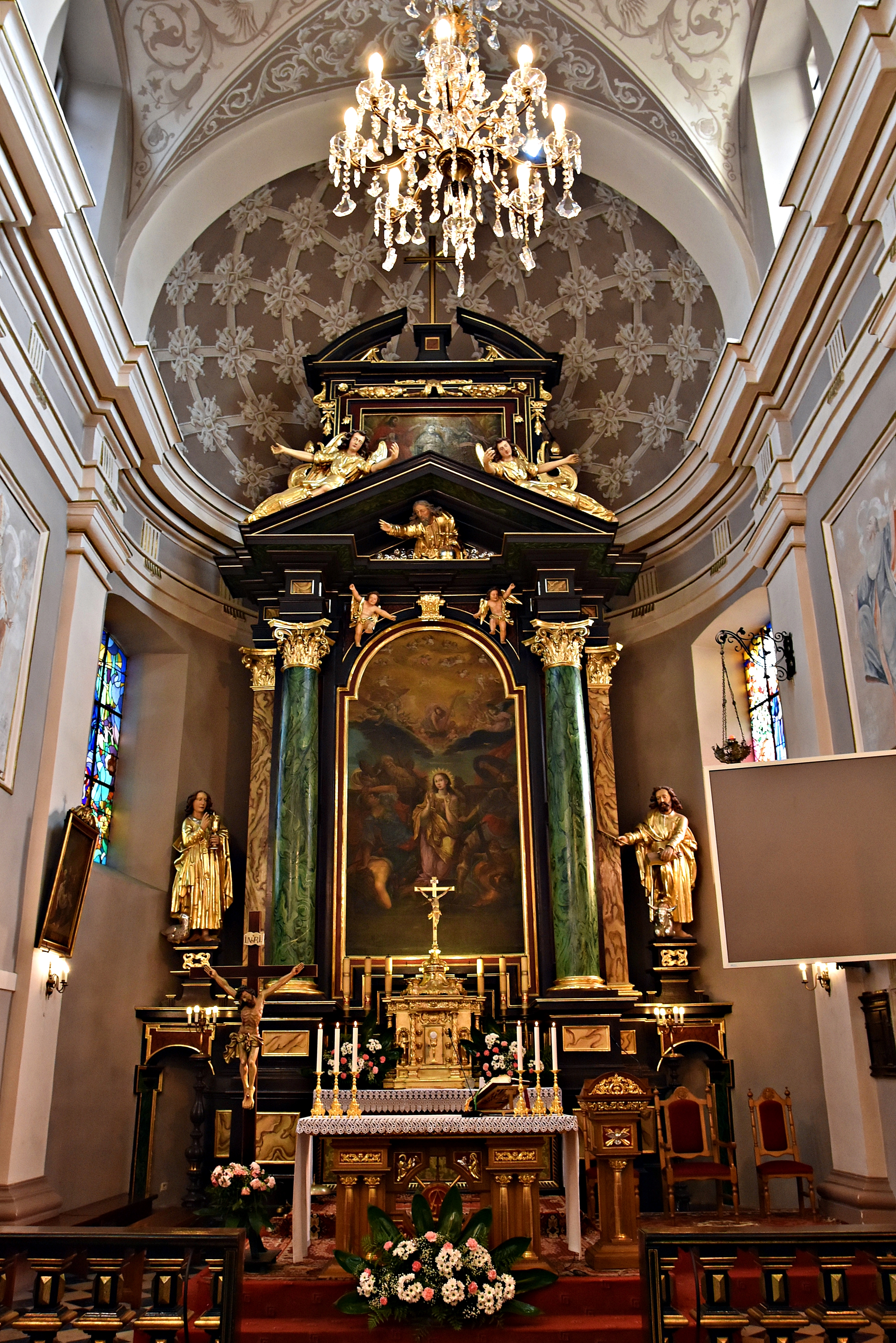
Prezbiterium

Budowla reprezentuje styl barokowy, jest murowana, otynkowana i orientowana. Posiada jedną nawę z dwuprzęsłowym, węższym w stosunku do nawy prezbiterium, zamkniętym prawie półkolistą absydą; przy prezbiterium są umieszczone zakrystia i skarbczyk (od strony południowej) oraz dwuprzęsłowa kaplica Matki Boskiej Różańcowej (od strony północnej). Korpus jest trzyprzęsłowy i posiada wieżę dobudowaną asymetrycznie do południowo-zachodniego narożnika oraz dwie kruchty (od strony zachodniej i północnej). Przęsła prezbiterium i nawa nakryte są sklepieniem kolebkowym z lunetami, opartym na gurtach. W ścianie absydy znajdują się dwa okna prostokątne zamknięte łukiem odcinkowym, ozdobione witrażami; pozostałe okna są prostokątne i przeszklone zwykłym szkłem. Na sklepieniach są umieszczone skromne, współczesne polichromie o tematyce historyzującej. Wyposażenie wnętrza reprezentuje głównie styl barokowy. Fasada nie posiada szczytu, poprzedza ją kruchta oraz asymetrycznie dobudowana, masywna wieża nakryta cebulastym dachem hełmowym.